# Aduana Stars
Actualités
Le Aduana Stars est un club ghanéen de football évoluant lors de la saison 2017-2018 en première division ghanéenne. 
Le club réussit la performance de remporter le Championnat du Ghana de football dès sa promotion en première division, ce qui est une première au Ghana.

## Palmarès
- Championnat du Ghana (2) :
  - Champion : 2010, 2017

## Entraîneurs
- Herbert Addo (2010–2011)
- Aristică Cioabă (2011–2012)
- Joseph Emmanuel Sarpong (2013)
- Milisav Bogdanović (2013–2014)
- Yussif Abubakar (2015–2016)
- Aristică Cioabă (2016–2017)
- Kenechi Yatsuashi (2018)